# Myotis relictus
Myotis relictus — вид рукокрилих ссавців з родини лиликових. Валідність виду скасована; таксон приєднано до Myotis lucifugus

## Таксономічна примітка
Таксон відділено від M. lucifugus. 

## Поширення
Країни проживання: Сполучені Штати Америки.